# Holzbach (Soppenbach)
Der Holzbach ist ein 6 km langer, orografisch linker Nebenfluss des Soppenbachs in der Gemeinde Langenenslingen in Baden-Württemberg, Deutschland.

## Geographie
Der Holzbach entspringt etwa ein Kilometer südwestlich von Wilflingen auf einer Höhe von 576 m ü. NN. Von hier aus fließt der Bach überwiegend in nordöstliche Richtungen. Dabei fließt der Bach im Osten an Wilflingen, im Süden und Südosten an Langenenslingen und am südwestlichen Ortsrand von Andelfingen vorbei und mündet auf 550 m ü. NN linksseitig in den Soppenbach.
Der Holzbach überwindet auf seinem 6,9 km langen Weg einen Höhenunterschied von etwa 26 m, was einem mittleren Sohlgefälle von 4,4 ‰ entspricht. Er entwässert sein Einzugsgebiet über Soppenbach, Biberbach, Donau zum Schwarzen Meer.